# 劇団チャチャチャ
劇団チャチャチャ（げきだんチャチャチャ）は、愛知県岡崎市と幸田町を拠点に活動する日本の劇団。幼稚園や保育園を中心に公演を行なっている。

## 概要
1997年、竹の子幼稚園に通園していた子供の母親たちが子供たちへのクリスマスプレゼントに物でもなく、お金でもなく、母親たちの手作りの劇で子供たちの心に残るようなプレゼントを贈れたらいいなという気持ちがきっかけで結成された。
2007年に迎えた10周年では、当時の状況で言えば最高の舞台ができたという満足感から11年目の作品はもう書けないのではないか、10年も続けてきたから少し休憩しようと悩んだ時期だったが、子供たちの笑顔が忘れられずに現在も活動を続けている。
劇団チャチャチャのメッセージは「一人じゃないよ…」「いつもそばにいてあげれないけどちゃんと見てるからね」「あなたの笑顔に会いたいな…」。オリジナル作品に母親たちの言葉では伝えることのできない想いをたくさん込めて劇にしている。
2017年は結成20周年を迎え、『劇団チャチャチャ20周年を祝う会』を開催。スペシャルゲストにthe XAVYELLS（ザ・ザビエルズ）が出演。アカペラライブで20周年を祝った。
2022年は結成25周年。しかし、コロナ禍で通常通り保育園公演が全く出来ずにいた。そこで、毎年声をかけてくださる父母の会の役員さんに感謝を込めて、『劇団smileチャチャチャ』として保育園の年長さんだけに公演をした。定期公演では、『双子星とつるつる星の物語』を幸田町民会館つばきホールで上演した。

## 公演
- 旗揚げ公演『きょうりゅう君とミミーの大冒険』（1998年）
- 『あかずきんちゃんとたんぽぽちゃん』（1999年）
- 『金ピカお髭の子ネコ物語』（2000年）
- 『うさぎのミミーピンクのにんじん食べちゃった！』（2001年）
- 『おんぷのぷーちゃんパピプペプー』『子ネコのお昼寝ゴロゴロにゃぁ〜☆』（2002年）
- 『飛べない鳥と人魚の物語』（2003年）
- 『セミセミセミ・・セミはどこ？』（2004年）
- 『ピカピカ泥ダンゴ物語』『クリスマスの素敵な贈り物！それは・・』（2005年）
- 『竹の子グン太の恩返し』（2006年）
- 『ちちばあちゃんと大きなかぼちゃ物語』（2007年）
- 『うさぎのミミラビ♪ピンクのにんじん食べちゃった！』（2008年）
- 『虫子とドロリンとおばけけ星のゆかいな仲間たち』（2009年）
- 『探し物はなんですか？島！とおかしな海賊の物語』（2010年）
- 『コンコンこん太の夢ポスト』『友達っていいな！ステキだな！』（2011年）
- 『から揚げ大好き王子の物語』（2012年）
- 『ぽけっとケットちゃんとひみつの約束』（2013年）
- 『嘘つき猿の正吉と天狗のおい天』（2014年）
- 『もうひとつのチャチャっとブレーメン☆どうにかなるさ村のステキな仲間たち☆』（2015年）
- 『むしむし星の虫子とベジタブル星のステキな仲間たち』（2016年）
- 『ゆかいな海賊と南極ペンギン物語』（2017年）
- 『鬼とみかんと小助の物語』『Wonderful tour　ときめきの旅』（2018年）
- 『歯の生える前王国とひらめき探偵団物語』（2019年）
- 『つるつるぞいぞい島っ子物語』（2020年）
- 『アングリーとカルミア二人の魔女の物語』（2021年）
- 『スマイル　スマイル　えがおのちから』（2022年 / 劇団smileチャチャチャとしての公演）
- 『双子星とつるつる星の物語』（2022年）
- 『ふでばこのチャチャチャ』（2023年）